# Batalla de Sakarya
La Batalla de Sakarya (también llamada Batalla de Sangarios) de 1921 fue una de las batallas más importantes de la Guerra Greco-Turca de 1919-1922. El enfrentamiento tuvo lugar entre el 23 de agosto y el 13 de septiembre de 1921 en las orillas del río Sakarya, cerca de la ciudad de Polatlı, que hoy en día es uno de los distritos de la Provincia de Ankara, en Turquía.

## Contexto
Tras la derrota del Imperio otomano al término de la Primera Guerra Mundial (1914-1919), éste fue forzado a firmar el Tratado de Sèvres con los aliados, que sancionaba enormes pérdidas territoriales para los turcos. El sultán Mehmed VI renunciaba así a cualquier dominio simbólico sobre Egipto, Sudán y Kuwait, que pasaban al Reino Unido de Gran Bretaña e Irlanda (gobernadora real de los territorios desde 1882, 1898 y 1913, respectivamente); reconocía la independencia de Yemen del Norte, Hiyaz, Armenia y el Kurdistán; y cedía Palestina, Transjordania e Irak al Reino Unido, Siria, Líbano y Hatay a Francia y una gran parte de Tracia y el área en torno a Esmirna al Reino de Grecia, además de comprometerse a desmilitarizar el Estrecho de los Dardanelos. También se daba rienda suelta a la influencia francesa e italiana en la costa sur y este de Anatolia.
Frente a este tratado (que, en definitiva, sancionaba la práctica destrucción y reparto de Turquía) se rebelaron los nacionalistas de Mustafá Kemal, que en gran parte eran veteranos de la guerra contra los británicos en los Dardanelos y Oriente Próximo. Aunque dispuestos a abandonar los territorios árabes, los nacionalistas se negaron en rotundo a ceder una sola porción del territorio turco-parlante, por lo que declararon traidores al sultán y su gobierno en Estambul y proclamaron una nueva república en Ankara con Kemal como presidente. Los griegos, que ya habían ocupado Esmirna, se dieron cuenta del peligro que los nacionalistas representaban para sus intereses y enviaron una expedición a Ankara para acabar con ellos. Daba comienzo así la guerra greco-turca, llamada también Guerra de Independencia Turca.

## Desarrollo
En junio de 1921, el ejército griego avanzó hasta el río Sakarya, a menos de 100 km al oeste de Ankara. El 28 de julio el general al mando, Anastasios Papoulas, decidió avanzar aún más y destruir las líneas turcas en el río Ilica, un afluente del Sakarya. El ataque se produjo finalmente el 23 de agosto y los griegos consiguieron romper las filas turcas tras un duro combate. Acto seguido, el ejército griego tomó la colina Mangal Dagi ante la escasa resistencia de los turcos (lo que irritó profundamente a Kemal), y desde allí se propuso conquistar la meseta de Haymana, a 3000 metros de altitud sobre el nivel del mar. Para ello era necesario tomar el último baluarte turco en la zona, la colina Chal Dagi, situada en el centro de la meseta. Kemal ordenó a las unidades no dar un solo paso atrás y el general Fevzi Pasha envió refuerzos para asegurar una línea de defensa en torno a Chal Dagi.

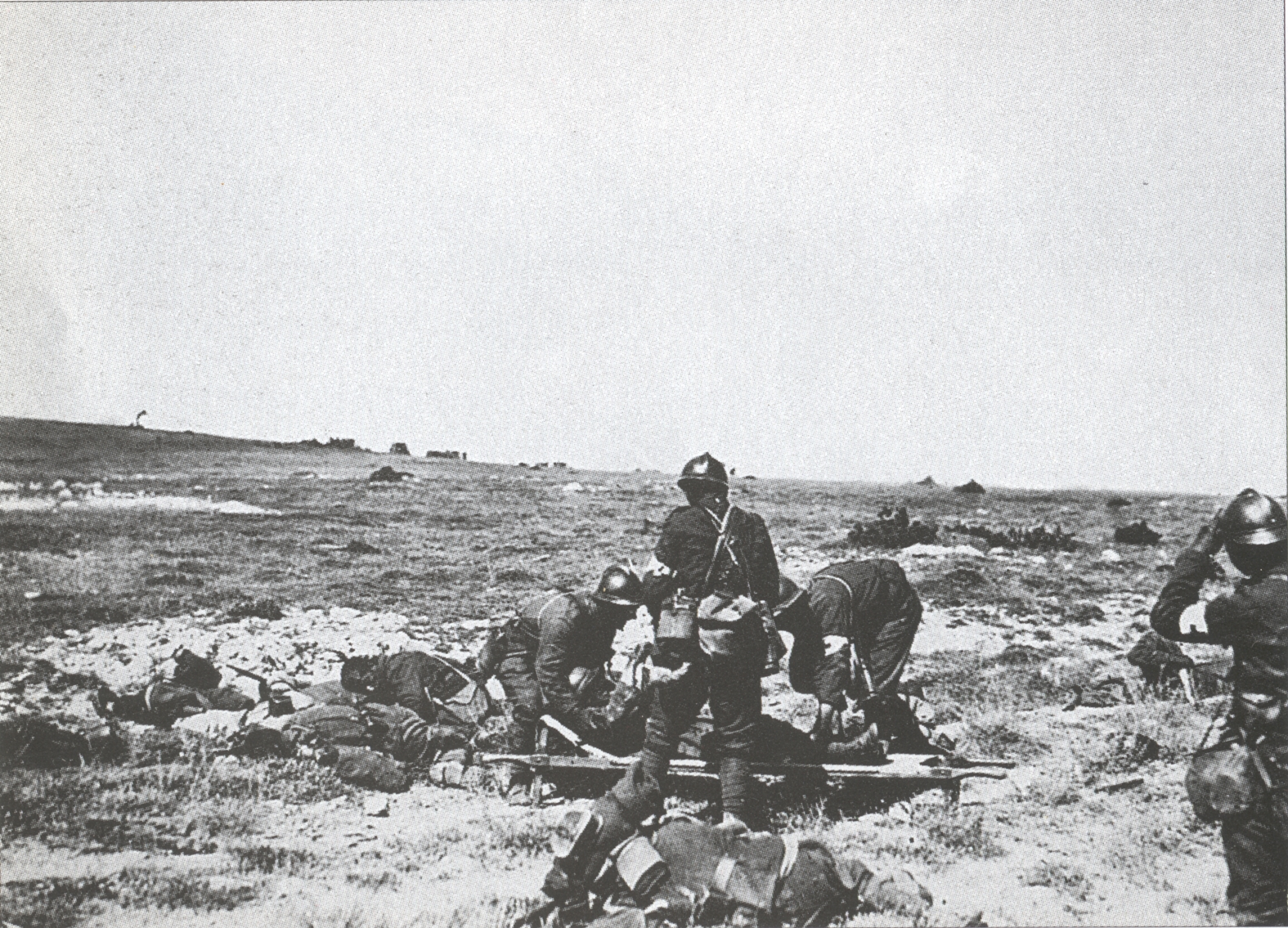
Evacuación de soldados griegos heridos durante la batalla de Sakarya.

A pesar de sus esfuerzos, los griegos tomaron finalmente Chal Dagi el 2 de septiembre, tras unos combates especialmente duros. De acuerdo con algunas fuentes, esto sumió a Kemal en una depresión y los turcos no se retiraron únicamente porque Fevzi presionó a Kemal para que no diera la orden necesaria. Los que sí planeaban hacerlo eran los griegos, debido a la gran cantidad de bajas que habían sufrido y que les impedía asegurar la nueva posición. Por ello, y para sorpresa de los turcos, Papoulas consultó al alto mando griego y obtuvo el permiso necesario para ordenar el retroceso de las tropas apenas dos días después de capturar la colina. Esto envalentonó a los turcos, que recuperaron Chal Dagi el 8 de septiembre y dirigieron un nuevo contraataque que, no obstante, pudo ser rechazado por la 7.ª División del Ejército griego. Tras veintiún días de combates, los griegos optaron finalmente por una retirada ordenada el 13 de septiembre y se dirigieron a su base de Esmirna para defenderla. El rey Constantino I de Grecia solicitó entonces la ayuda del Reino Unido, Francia e Italia, pero éstas rehusaron intervenir y ya comenzaban a plantearse la necesidad de revisar lo acordado en Sèvres.

## Consecuencias
En marzo de 1922, los Aliados propusieron un alto el fuego a ambos contendientes que fue rechazado por los turcos. Mustafá Kemal volvió a decir que la guerra contra Grecia continuaría hasta que ésta abandonase la Península de Anatolia. En agosto de ese año los turcos realizaron una gran contraofensiva que aplastó a los griegos en la batalla de Dumlupinar, cerca de Afyon. Poco después, el 9 de septiembre de 1922 las tropas de Kemal tomaron Esmirna. Acto seguido se produjo el «Gran Incendio» de la ciudad que supuso la destrucción de los barrios armenio, asirio y griego mientras se salvaban los distritos musulmán y judío. La autoría permanece aún hoy en disputa, los turcos afirman que fue parte de la política de tierra quemada de los griegos (Incendio de Manisa, Masacre de Yalova), mientras griegos, asirios y armenios sostienen que fue parte de sus respectivos genocidios. El 16 de septiembre las tropas griegas evacuaban Çeşme, su última ciudad ocupada en anatolia y un mes después se adherían al Armisticio de Mudania.
Los griegos renunciarían finalmente a cualquier reclamación sobre Anatolia y reducirían sus conquistas en Tracia en el Tratado de Lausana de 1923. Éste sancionó así mismo la definitiva destrucción del Imperio otomano y el Califato, y el nacimiento de la moderna República de Turquía, acción que le valió a Mustafá Kemal el sobrenombre de Atatürk, «Padre de los Turcos».